# Noviy Merin
„Noviy Merin” – singel rosyjskiego rapera Morgenshterna, wydany 30 sierpnia 2019 roku przez Sony Music.

## Tło
Sześć miesięcy przed wydaniem singla, w swoje urodziny, Morgenshtern ogłosił, że opuszcza działalność na YouTube i zamierza znaleźć nowe zajęcie, wydając utwór „The Last Clip” i wyruszając w trasę koncertową. Premiera teledysku do utworu odbyła się 30 sierpnia 2019 roku na oficjalnym kanale YouTube Morgenshterna. Teledysk został wyprodukowany przez jego samego. Wideo zostało odtworzone ponad 118 milionów razy (stan na luty 2023 r.).

### Odbiór
Kilka godzin po premierze klipu „Noviy Merin” trafił na szczyt sekcji „Trendy” na YouTube.
Według rapera singel przyniósł zyski na poziomie około trzech milionów rubli, sześć miesięcy po publikacji.

## Pozycję na listach
| Lista (2019-2020) | Najwyższa pozycja |
| ----------------- | ----------------- |
| Łotwa (Spotify)   | 75                |
| Rosja (VKontakte) | 6                 |
| Estonia (Spotify) | 191               |